# Saint-Andiol
 Saint-Andiol  (Sant Andiòu en occitano) es una comuna y población de Francia, en la región de Provenza-Alpes-Costa Azul, departamento de Bocas del Ródano, en el distrito de Arlés y cantón de Orgon.
Su población en el censo de 1999 era de 2.605 habitantes.
Está integrada en la Communauté de communes Rhône Alpilles Durance .

## Demografía
| 1 805 | 2 023 | 2 019 | 2 372 | 2 253 | 2 605 |
| Para los censos de 1962 a 1999 la población legal corresponde a la población sin duplicidades (Fuente: INSEE [Consultar]) |       |       |       |       |       |

- Datos: Q474011
- Multimedia: Saint-Andiol / Q474011

1. ↑  Worldpostalcodes.org, código postal n.º 13670.
2. ↑  INSEE, Datos de población para el año 2012 de Saint-Andiol (en francés).